# روي سميث
روي سميث (بالإسبانية: Roy Smith)‏ (مواليد 19 أبريل 1990) هو لاعب كرة قدم. يلعب مع منتخب كوستاريكا لكرة القدم منذ عام 2010.

## وصلات خارجية
- روي سميث على موقع الاتحاد الدولي (مؤرشف)  (الإنجليزية)
- روي سميث على موقع رابطة كرة القدم اليابانية للمحترفين (اليابانية)
- روي سميث على موقع قاعدة بيانات كرة القدم.إي يو (الإنجليزية)
- روي سميث على موقع ناشيونال فوتبول تيمز (الإنجليزية)
- روي سميث على موقع Soccerway.com (الإنجليزية)
- روي سميث على موقع عالم كرة القدم.نت (الإنجليزية)
- National Football Teams